# الحرب التركية الأرمنية
الحرب التركية الأرمينية، المعروفة في المصادر التركية باسم العملية الشرقية أو الجبهة الشرقية (بالتركية: Doğu Cephesi)، كانت صراعا وقع في خريف عام 1920 بين جمهورية أرمينيا الأولى والقوميين الأتراك، في أعقاب التوقيع على معاهدة سيفر. غزا الجيش التركي تحت قيادة كاظم كارابكر أرمينيا وهزمها، وتمكن من احتلال الأراضي التي فقدتها الإمبراطورية العثمانية إلى الإمبراطورية الروسية في 1855 و1878.
تلى النصر العسكري التركي احتلال روسيا السوفيتية لأرمينيا وبداية العهد السوفيتي بها. أكدت معاهدة موسكو (مارس 1921) بين روسيا السوفيتية والجمعية الوطنية الكبرى التركية ذات الصلة بمعاهدة كارس (أكتوبر 1921) المكاسب الإقليمية التركية التي تحققت بقيادة كارابكر وأنشأت الحدود التركية–الأرمينية الحديثة.

## خلفية
مع تفكك الإمبراطورية الروسية في أعقاب ثورة فبراير 1917 والجمهورية الترانسقوقازية الديمقراطية الإتحادية في مايو 1918، أعلن أرمن جنوب القوقاز رسميا استقلال جمهورية أرمينيا الأولى. بعد سنتين اثنتين من وجودها، كان تعاني هذه الجمهورية الصغيرة، وعاصمتها يريفان، من عدد من المشاكل المنهكة، بدء من النزاعات الإقليمية القوية مع جيرانها وأزمة اللاجئين المروعة.
كان أكبر مشكل لأرمينيا هو نزاعها مع جارتها في الغرب، الإمبراطورية العثمانية. قتل العثمانيون ما يصل إلى 1,5 مليون أرمني خلال الإبادة الجماعية الأرمنية. على الرغم من أن جيوش الإمبراطورية العثمانية في نهاية المطاف احتلت جنوب القوقاز في صيف عام 1918 وكانت على وشك سحق الجمهورية، قاومت أرمينيا حتى نهاية أكتوبر، عندما استسلمت الإمبراطورية العثمانية إلى الحلفاء. على الرغم من أن الإمبراطورية العثمانية جزئيا احتلها الحلفاء، فإنه لم يتم سحب القوات من حدود الحرب الروسية التركية حتى فبراير 1919 واحتفظ بالعديد على من القوات والتي تعبئتها على طول هذه الحدود.

## البلاشفة والحركة الوطنية التركية
خلال الحرب العالمية الأولى وفي الفترة التي تلت مفاوضات السلام في باريس، تعهد الحلفاء بمعاقبة الأتراك ومكافأة بعض الدول التي كانت ضد الدولة العثمانية بإعطاءهم بعض أراضيها، إن لم يكن كل شيء، ولهذا، ضمت المقاطعات الشرقية من الإمبراطورية العثمانية إلى الجمهورية الأرمنية الوليدة. لكن الحلفاء كانوا أكثر اهتماما بمعاهدات السلام الختامية مع ألمانيا والأعضاء الأوروبيين الآخرين في دول المركز. في المسائل المتعلقة بالشرق الأدنى، كانت للقوى الرئيسية وهي بريطانيا العظمى، فرنسا، إيطاليا والولايات المتحدة، مصالح متضاربة حول مناطق النفوذ المحتملة. وفي حين كانت هناك نزاعات داخلية بين الحلفاء، وكانت الولايات المتحدة مترددة في قبول الوصاية على أرمينيا، بدأت عناصر ساخطة في الإمبراطورية العثمانية في 1920 بالتنصل من قرارات الحكومة العثمانية في القسطنطينية، وبعدها، اندمجت وشكلت الحركة الوطنية التركية، تحت قيادة مصطفى كمال باشا. اعتبر القوميين الأتراك أي تقسيم سابق للأراضي العثمانية (و أي تقسيمات لاحقة للأراضي التركية) أمرا غير مقبول. وأعلنوا أن هدفهم الوحيد هو «ضمان سلامة ووحدة البلاد». تعاطف البلاشفة مع الحركة الوطنية التركية بسبب المعارضة المشتركة «للإمبريالية الغربية»، كما أشار إليها البلاشفة.
في رسالته إلى فلاديمير لينين، زعيم البلاشفة، والمؤرخة 26 أبريل 1920، وعد مصطفى كمال أتاتورك بتنسيق العمليات العسكرية مع البلاشفة في «الحرب ضد الحكومات الإمبريالية» وطلب خمسة ملايين ليرة إضافة إلى أسلحة وإسعافات أولية إلى قواته. في 1920، زودت حكومة لينين الكماليين بحوالي 6000 بندقية، أكثر من خمسة ملايين خرطوش بندقية، و 17,000 قذيفة، فضلا عن 6.200 كيلو من سبائك الذهب، وفي العامين التاليين، زادت كمية المساعدات العسكرية. في مفاوضات معاهدة موسكو (1921)، طالب البلاشفة الأتراك بالتنازل عن باطومي وناخيتشيفان، بل أيضا، طلبوا المزيد من الحقوق في الوضع المستقبلي للمضائق. على الرغم من تقديم التنازلات من قبل الأتراك، كان وصول المساعدات المالية والإمدادات العسكرية بطيئا. حتى الفترة التي تلت معركة ساكاريا الحاسمة (أغسطس – سبتمبر 1921)، بدأت المساعدات تتدفق بشكل أسرع. بعد الكثير من التأخير، وصل للأرمن إمدادات واردة من الحلفاء في يوليو 1920 على شكك 40,000 زي رسمي و 25,000 بندقية مع كمية كبيرة من الذخيرة.
لم يكن حتى أغسطس 1920 قد صاغ الحلفاء تسوية سلمية للشرق الأدنى، في شكل معاهدة سيفر. رفضت الولايات المتحدة الوصاية على أرمينيا في مايو من ذلك العام، غير أن الحلفاء خولوا للولايات المتحدة الأمريكية حماية الحدود الغربية للجمهورية. خصص للولايات المتحدة أربعة من ستة مقاطعات شرقية للإمبراطورية العثمانية، بما في ذلك منفذ إلى البحر الأسود. أكدت معاهدة سيفر شكوك مصطفى كمال أتاتورك حول خطط الحلفاء لتقسيم الإمبراطورية العثمانية. وفقا للمؤرخ ريتشارد جي. هوفانسيان، كان قرار مصطفى كمال أتاتورك بغزو أرمينيا يقصد به أن يظهر للحلفاء أن «المعاهدة لا يمكن قبولها وأنه سيكون هناك سلام مع الغرب حتى يستعد لتقديم مبادئ جديدة تتماشى مع مبادئ الميثاق الوطني التركي».

## مراحل الحرب

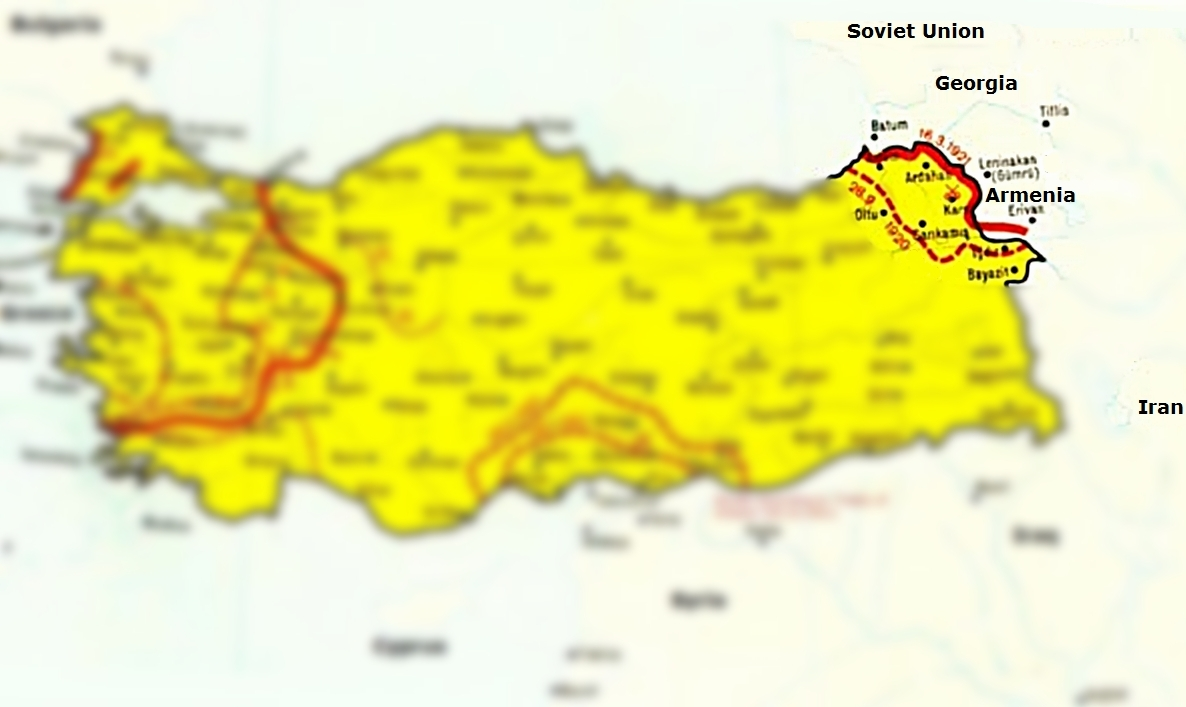
خريطة الحرب.

### المراحل الأولى

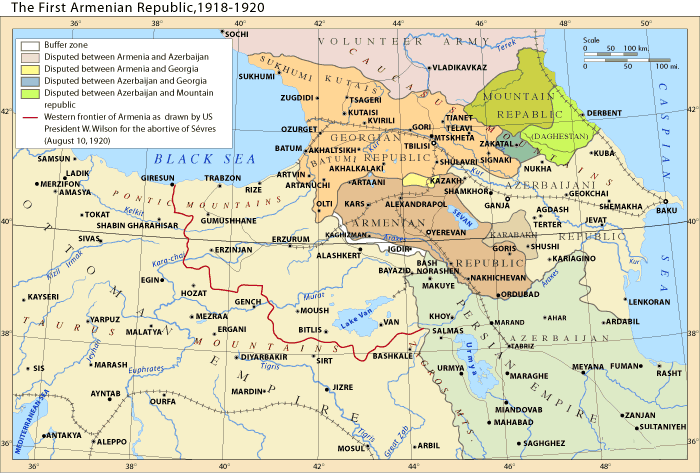
مناطق جمهورية أرمينيا في 1920.

وفقا للمصادر التركية والسوفيتية، فقد كان لتركيا خطط لاستعادة الأراضي العثمانية السابقة التي سيطرت عليها دول أخرى في الشرق بالفعل في وقت مبكر من يونيو 1920. عن طريق مصادر تركية، حدد بلال شمشير منتصف يونيو بالضبط من أجل بدأ حكومة أنقرة لحملتها في الشرق. كانت بدأت الأعمال العدائية من قبل القوات الكمالية. عين كاظم كارابكر لقيادة الجبهة الشرقية المنشأة حديثا في 9 يونيو 1920 وأعطيت له سلطة قيادة الجيش بكل مسؤوليه المدنيين والعسكريين في الجبهة الشرقية في 13 أو 14 يونيو. كانت المناوشات بين القوات العسكرية التركية والأرمنية في حدود كارس متكررة خلال تلك الصيف، على الرغم من أن الأعمال العدائية لم تندلع على نطاق واسع حتى سبتمبر. اقتناعا منه أن الحلفاء لن يأتوا للدفاع عن أرمينيا على علم أن قادة جمهورية أرمينيا الأولى قد فشلوا في الحصول على الاعتراف باستقلالها من قبل روسيا السوفيتية، أعطى مصطفى كمال أتاتورك أجلا للقائد كاظم كارابكر مسبقا لبدأ حملته في أرمينيا. في الساعة 02:30 من صباح 13 سبتمبر، عبرت خمس كتائب من الفيلق الخامس عشر التركي الحدود التركية-الأرمنية وانتشروا سريعا بين الجيوش الأرمنية غير المستعدة في أولتياند بينياك (الآن قرية بينيك في منطقة شنكايا). في الفجر، احتلت قوات كارابكر بينياك، وعانى الأرمن من سقوط 200 ضحية على الأقل واضطروا إلى تراجع إلى الشرق نحو ساريقاميش. ولم يكن للحلفاء ولا لروسيا السوفيتية رد فعل على العمليات التركية، وفي 20 سبتمبر، أذن مصطفى كمال أتاتورك لكارابكر باستكمال تقدمه واحتل كارس وكاجيزمان.
في هذا الوقت، نما الفيلق الخامس عشر بقيادة كارابكر إلى حجم أربع فرق. في 03:00 صباحا من يوم 28 سبتمبر، تقدمت تلك الفرق الأربع نحو ساريقاميش، وخلق هذا الذعر في أنفس الأرمن المقيمين بالبلدة في هذا الوقت ودخلها الأتراك في اليوم التالي. تقدمت تلك القوات المسلحة نحو كارس لكن تأخر تقدمها بفعل المقاومة الأرمينية. في أوائل أكتوبر، اعترفت الحكومة الأرمينية بأن الحلفاء تدخلوا لوقف زحف القوات التركية مسبقا، دون جدوى. معظم القوات البريطانية الموجودة في الشرق الأدنى كان تشتغل في سحق الانتفاضات القبلية في العراق، في حين أن فرنسا وإيطاليا كانتها تقاتلان الثوريين الأتراك بالقرب من سوريا وأنطاليا التي تسيطر عليها إيطاليا. فيما أعلنت جورجيا المجاورة حيادا تاما خلال الصراع.
في 11 أكتوبر، وصل المفوض السوفيتي بوريس ليغران إلى يريفان مع نص تفاوض من أجل اتفاق سوفيتي أرميني جديد. وقع الاتفاق في 24 أكتوبر بدعم سوفيتي. الجزء الأكثر أهمية من هذه الاتفاقية هو مسألة كارس، التي وافقت أرمينيا على تسليمها. لم تكن الحركة الوطنية التركية سعيدة باتفاق ممكن بين السوفييت وأرمينيا. أبلغ كارابكر حكومة الجمعية الوطنية الكبرى فيما يتعلق باتفاق بوريس ليغران وأمر بحل قضية كارس. في نفس اليوم، وقع الاتفاق بين أرمينيا وروسيا السوفيتية، نقل كارابكر قواته نحو كارس.